# Sabina Veit
Sabina Veit (Maribor, 2 dicembre 1985) è un'ex velocista slovena, ha presto parte ai Giochi olimpici di Pechino 2008 e di Rio de Janeiro 2016.

## Palmarès
| Anno | Manifestazione          | Sede           | Evento      | Risultato  | Prestazione | Note |
| ---- | ----------------------- | -------------- | ----------- | ---------- | ----------- | ---- |
| 2004 | Mondiali juniores       | Grosseto       | 100 m piani | Batteria   | 24"63       |      |
| 2007 | Europei under 23        | Debrecen       | 200 m piani | Batteria   | 23"95       |      |
| 2007 | Europei under 23        | Debrecen       | 400 m piani | Batteria   | dnf         |      |
| 2007 | Universiadi             | Bangkok        | 100 m piani | Semifinale | 11"91       |      |
| 2007 | Universiadi             | Bangkok        | 200 m piani | 5ª         | 23"77       |      |
| 2008 | Giochi olimpici         | Pechino        | 200 m piani | Batteria   | 23"62       |      |
| 2009 | Giochi del Mediterraneo | Pescara        | 200 m piani | Argento    | 23"45       |      |
| 2009 | Universiadi             | Belgrado       | 200 m piani | Bronzo     | 23"34       |      |
| 2009 | Mondiali                | Berlino        | 200 m piani | Batteria   | 23"77       |      |
| 2010 | Europei                 | Barcellona     | 200 m piani | Batteria   | 23"78       |      |
| 2010 | Europei                 | Barcellona     | 4×100 m     | Batteria   | 44"30       |      |
| 2013 | Giochi del Mediterraneo | Mersin         | 200 m piani | 6ª         | 23"75       |      |
| 2013 | Giochi del Mediterraneo | Mersin         | 4×100 m     | 4ª         | 45"71       |      |
| 2014 | Europei                 | Zurigo         | 200 m piani | Semifinale | 23"99       |      |
| 2015 | Mondiali                | Pechino        | 200 m piani | Batteria   | 23"18       |      |
| 2016 | Europei                 | Amsterdam      | 200 m piani | Semifinale | 23"72       |      |
| 2016 | Giochi olimpici         | Rio de Janeiro | 200 m piani | Batteria   | 23"75       |      |